# Sant Ramon del Pla de Santa Maria
Sant Ramon del Pla de Santa Maria és una església del Pla de Santa Maria (Alt Camp) sota l'advocació de sant Ramon de Penyafort. Està declarada com a bé cultural d'interès nacional en la categoria de monument històric.
L'edifici pertany estilísticament al romànic tardà, i data de finals del segle xii i principis del xiii.

## Romànic a l'Alt Camp
Dins de l'l'arquitectura religiosa del Camp de Tarragona destaquen amb molta diferència respecte als altres edificis romànics: l'església del monestir cistercenc de Santes Creus, la de Sant Miquel d'Escornalbou i, sobretot, la catedral de Tarragona.
Fora d'aquests tres exemples, les mostres d'arquitectura religiosa medieval en aquesta regió són força escasses, i els exemplars més antics es troben a la zona que fou annexada primer al domini del comtat de Barcelona, és a dir, a l'Alt Camp, com és el cas de l'església de Sant Ramon del Pla de Santa Maria.

## Context Històric
L'edifici es troba a El Pla de Santa Maria, poble conegut al segle passat amb el nom de Pla de Cabra, situat a l'Alt Camp al peu de la serra de Miramar i del Cogulló, que va ser reconquerit als sarraïns a la fi del segle xii.
El camp de Tarragona, com gran part del territori català, va ser dominat pels musulmans al voltant de 713-714, quan tingué lloc l'ocupació de Tarragona. Ja a finals del segle x i inicis del segle xi comença l'expansió cap al sud del comtat de Barcelona amb Ramon Berenguer I el Vell al capdavant d'aquesta reconquesta. És durant aquest període quan a la zona s'estableix una xarxa de castells senyorejats pels comtes barcelonins. Tot i així la feudalització total del territori no tingué lloc fins ben entrat el segle xii.
En aquest lent procés de recuperació del territori cal remarcar la restauració de la seu metropolitana tarragonina per part del bisbe de Barcelona Oleguer, a qui el 1118 el comte Ramon Berenguer III li feia donació de la ciutat de Tarragona, de la qual nomenava arquebisbe, tot encomanant-li la tasca de colonitzar-la així com als diversos territoris del Camp.
Alfons I el Cast acabà de conquerir la Catalunya Nova amb l'ajut dels ordes militars i de pobladors catalans. A canvi, el rei concedia favors a nobles i cavallers que intervinguessin en la recuperació del cristianisme a la comarca.
D'aquesta manera, Alfons I cedeix el lloc de Santa Maria el 25 de gener de 1173 amb el nom de Villa Alba, a Berenguer de Vilafranca, per fundar-hi una vila en feu de l'església de Tarragona.

## Història de l'església
La història de la fundació de la vila està estretament lligada amb la construcció de l'església romànica. No podem datar amb exactitud la seva edificació atès que no s'han conservat les actes municipals. No és fins al 29 de novembre de 1194, en la butlla de Celestí III a l'arquebisbe de Tarragona, que trobem l'església documentada per primera vegada amb la fórmula Ecclesiam beatae Mariae de Plano.
A la segona meitat del segle xiv l'edifici va ser fortificat sota la voluntat del monarca Pere el Cerimoniós, tot reproduint el sistema defensiu emprat ja en els monestirs de les zones circumdants (Poblet, Santes Creus...) i als recintes emmurallats de Tarragona, Montblanc i la Selva del Camp.
Resta documentació que ens informa que ja l'any 1582 l'obra arquitectònica presentava clares mostres de deteriorament, sobretot en la coberta i capçalera, per la qual cosa se sol·licitaren els serveis del mestre de cases local Francesc Ginesta.
El 2 de setembre de 1642, durant la guerra dels Segadors, l'edifici eclesiàstic va ser assaltat per les tropes castellanes dirigides pel Marquès d'Hinojosa, amb l'obertura d'una gran esquerda a la paret nord del transsepte.
Durant el segle xviii l'alt creixement del poble va convertir el temple romànic en un espai massa reduït per albergar a tots els vilatans. Va ser l'any 1771 quan es decideix començar el projecte per a la construcció d'una nova església parroquial.
La manca de pressupost planteja el fet de derruir l'antic temple per construir el nou i aprofitar-ne així la pedra, fet que dividí el poble en dos bàndols: gavatxos i marracos. El conflicte queda resolt per decret episcopal quan, el 15 de febrer de 1773, l'arquebisbe Juan Lario y Lanci, i posteriorment el seu successor Joaquín de Santiyán y Valdivielso (11 de maig de 1778), donen permís per a utilitzar pedra de l'antiga església, de tal manera que es demoleixen parcialment la torreta de l'escala, del creuer, de la coberta i de l'absis. Afortunadament l'oposició dels vilatans fa reconsiderar aquests permisos i s'aturen els enderrocs així com es restaura, en la mesura del possible, el sector malmès. La nova parròquia és consagrada el 14 de febrer de 1790.
Aquesta nova parròquia, és un clar exemple de l'estil arquitectònic barroc tardà, es construeix en honor de Santa Maria.

## Descripció

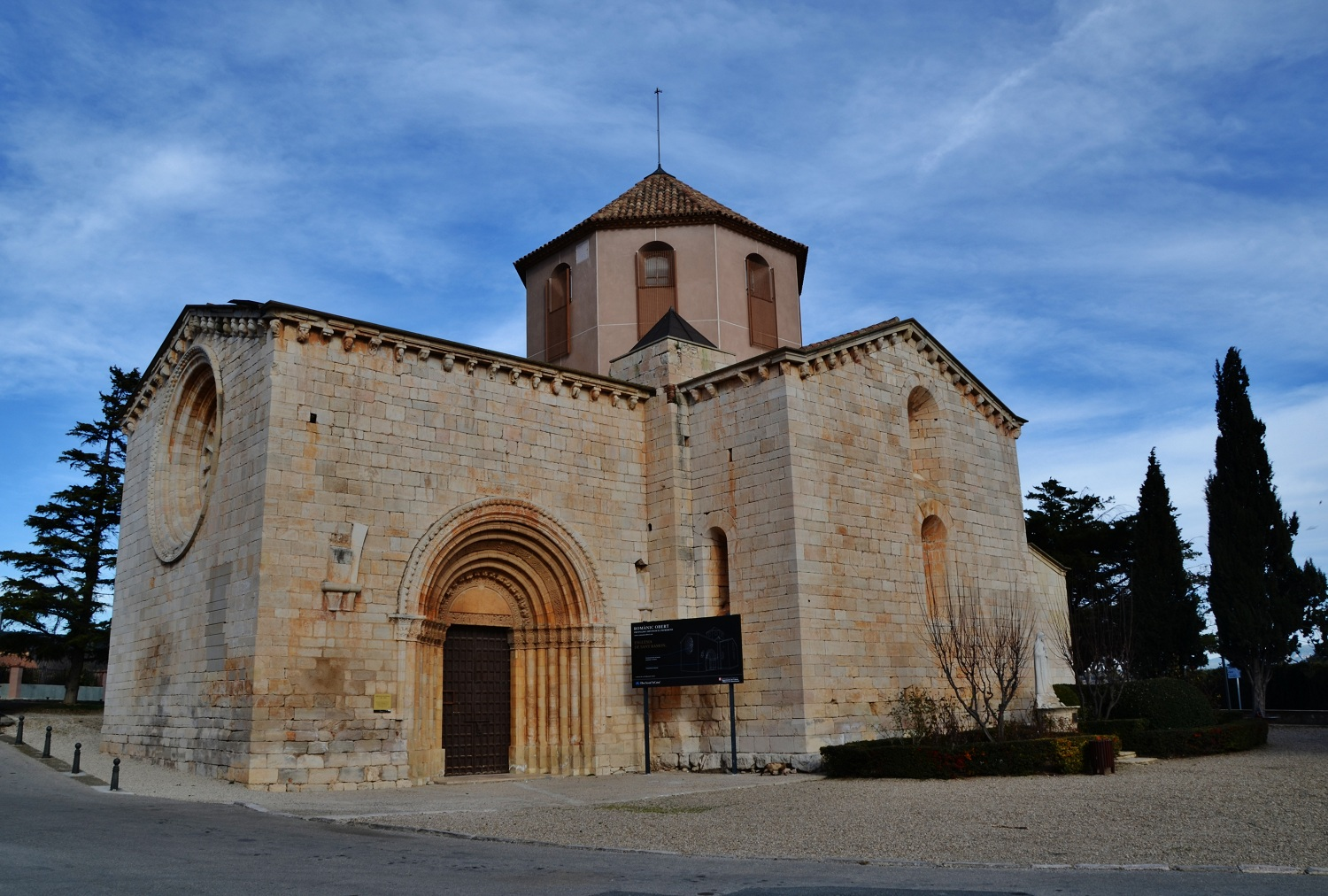
Església de Sant Ramon del Pla de Santa Maria

L'edifici va ser construït amb carreus de pedra saulosa de tall isònom, pròpia del país tot aixecant murs massissos. L'arquitectura transmet una austeritat funcional que es tradueix en la simplicitat de les formes i dels elements decoratius.
El temple presenta una planta de creu llatina de nau única, transsepte i absis semicircular orientat a llevant precedit d'un curt tram presbiteral.
Es creu que des dels inicis ja s'alçava un cimbori en el creuer, però aquest va ser totalment refet en època barroca.
Pel que fa a la coberta, aquesta és de volta de canó de perfil apuntat en la nau, de volta d'aresta en el transsepte i d'un quart d'esfera a la zona de l'absis.
Les seves dimensions són 10,68 metres de llargària per 7,75m d'ample,; 17,39m per 7,68m en el transsepte i 6,73m per 3,40m en l'absis amb una alçada de 10 metres fins a la cornisa.

## Rosassa

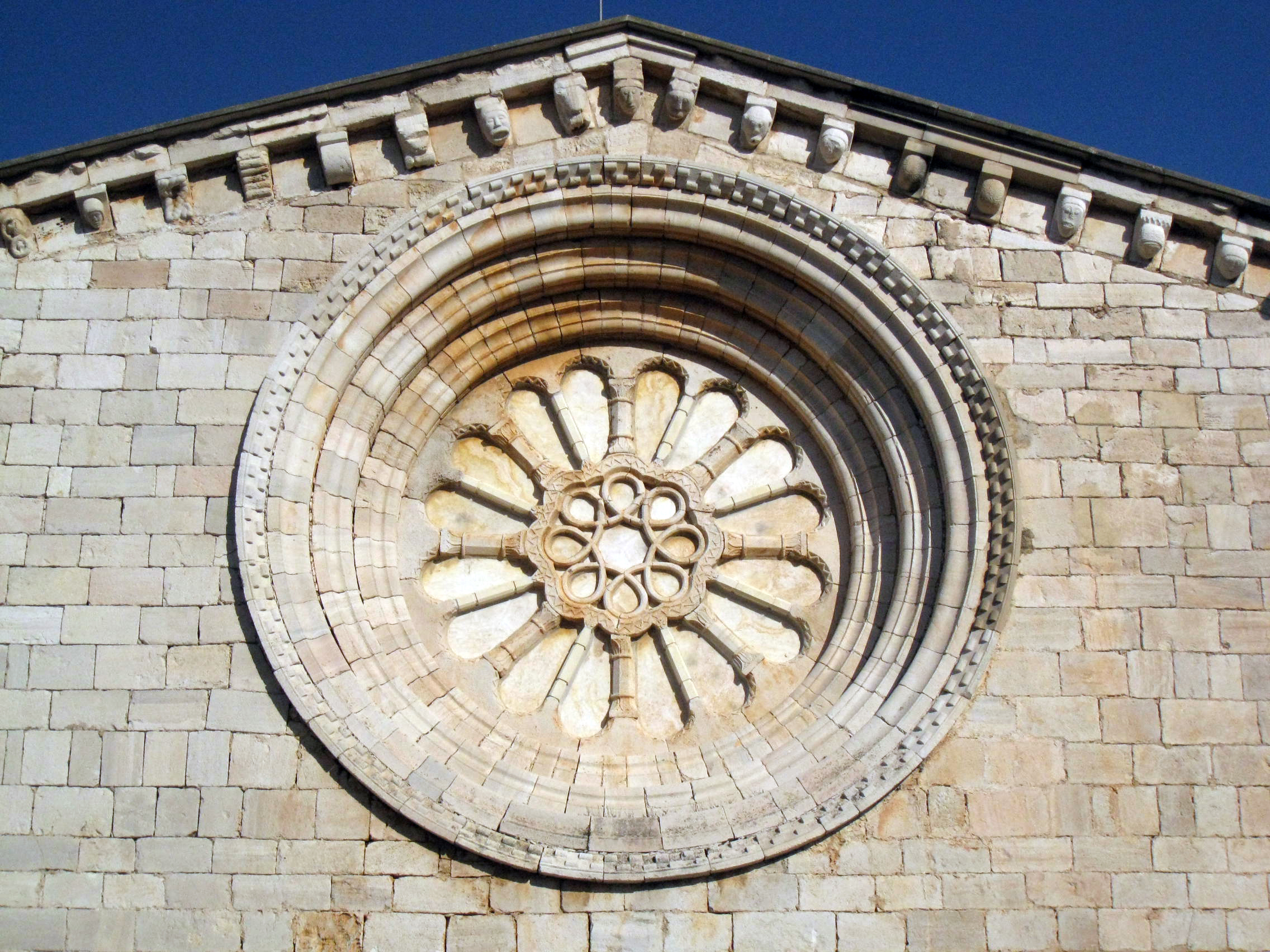
Rosassa Església Sant Ramon Pla de Santa Maria

La il·luminació de l'edifici ve donada per les finestres situades a l'absis i al creuer, i per la gran rosassa que permet l'entrada de llum a la nau central.
Situada als peus de la nau central, aquesta mostra moltes similituds amb la del rosassa del monestir de Santes Creus. Les diferències que trobem entre totes dues venen marcades pel fet que el treball de l'artista és més acurat pel que fa a la decoració en la rosassa de Santes Creus.

## Escultura
Aquesta és present en tres àmbits; en la portalada, en els capitells interiors i en les mènsules que decoren la cornisa exterior.
Els capitells se situen a l'interior de l'edifici i presenten un repertori iconogràfic basat en els motius animals i vegetals i la representació humana, i se’ls relaciona amb l'estil dels capitells de la Catedral de Tarragona.
A la porta d'accés, situada al mur sud de la nau, hi trobem l'element considerat dels més interessants de l'edifici; una magnífica portalada “abocinada” d'arc de mig punt formada per arquivoltes en gradació suportades per columnes i capitells, i emmarcada per un guardapols pel que fa a la part exterior.

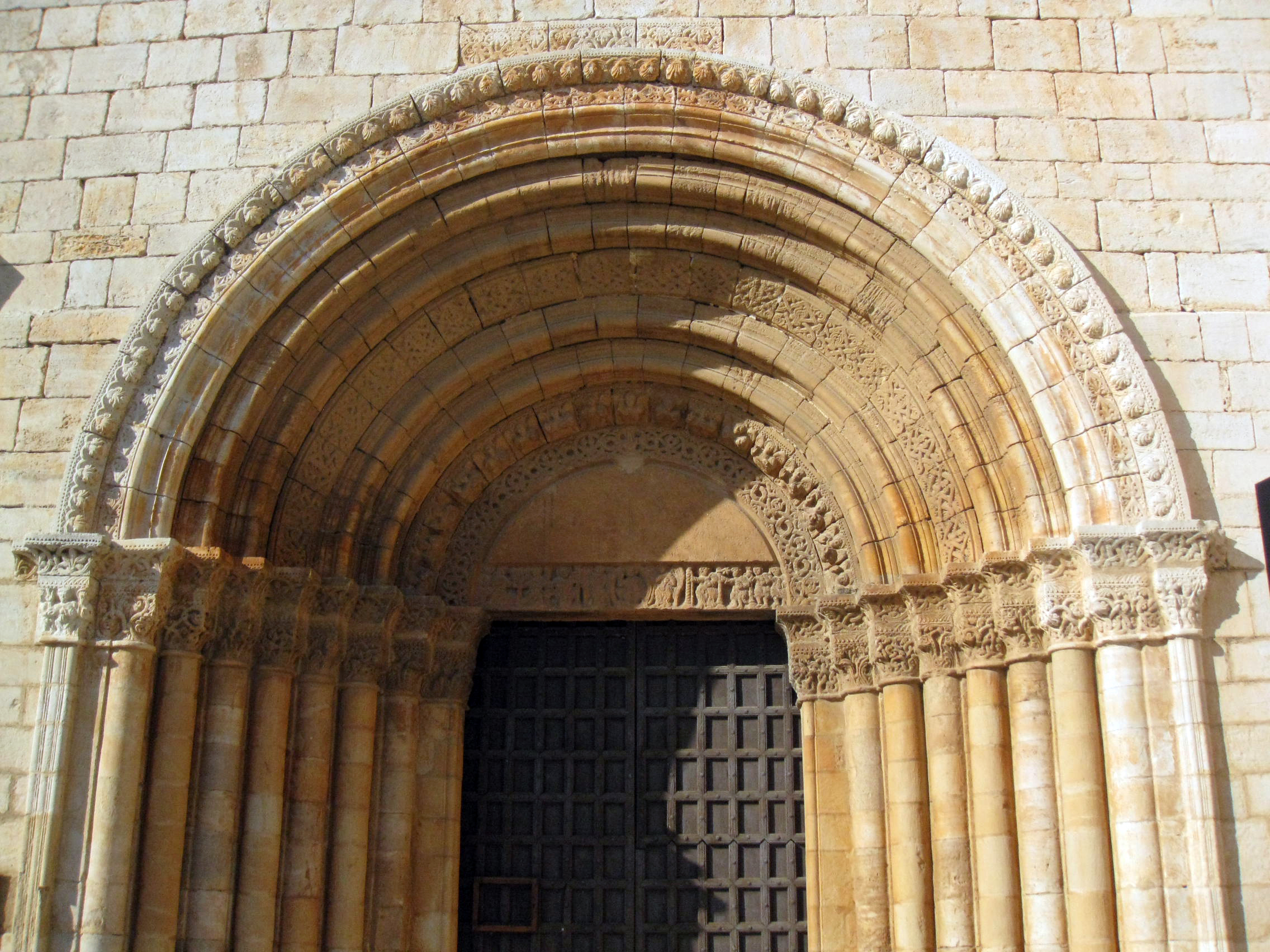
Portalada Església de Sant Ramon del Pla de Santa Maria

Sabem que tal porta anava precedida per un porxo o atri cobert amb volta de creueria atès als vestigis patents de l'arrencada dels arcs.
La portalada es caracteritza per mostrar una rica decoració escultòrica figurativa de temàtica religiosa així com motius d'entrellaços i vegetals. Aquesta decoració és present en tota la porta menys a les columnes, que són llises.
La riquesa de la seva ornamentació rau en les arquivoltes i els capitells.
Pel que fa a les arquivoltes unes són llises i les altres estan decorades, tot creant un ritme 1-2, 1-3, i presenten una decoració basada en fulles i nervis entrellaçats menys en el cas de la primera, on trobem disposada una renglera d'àngels asseguts. L'àngel central porta mitra i als seus peus, col·locada dins la banda decorativa del timpà hi observem la representació de la Mà de Déu.

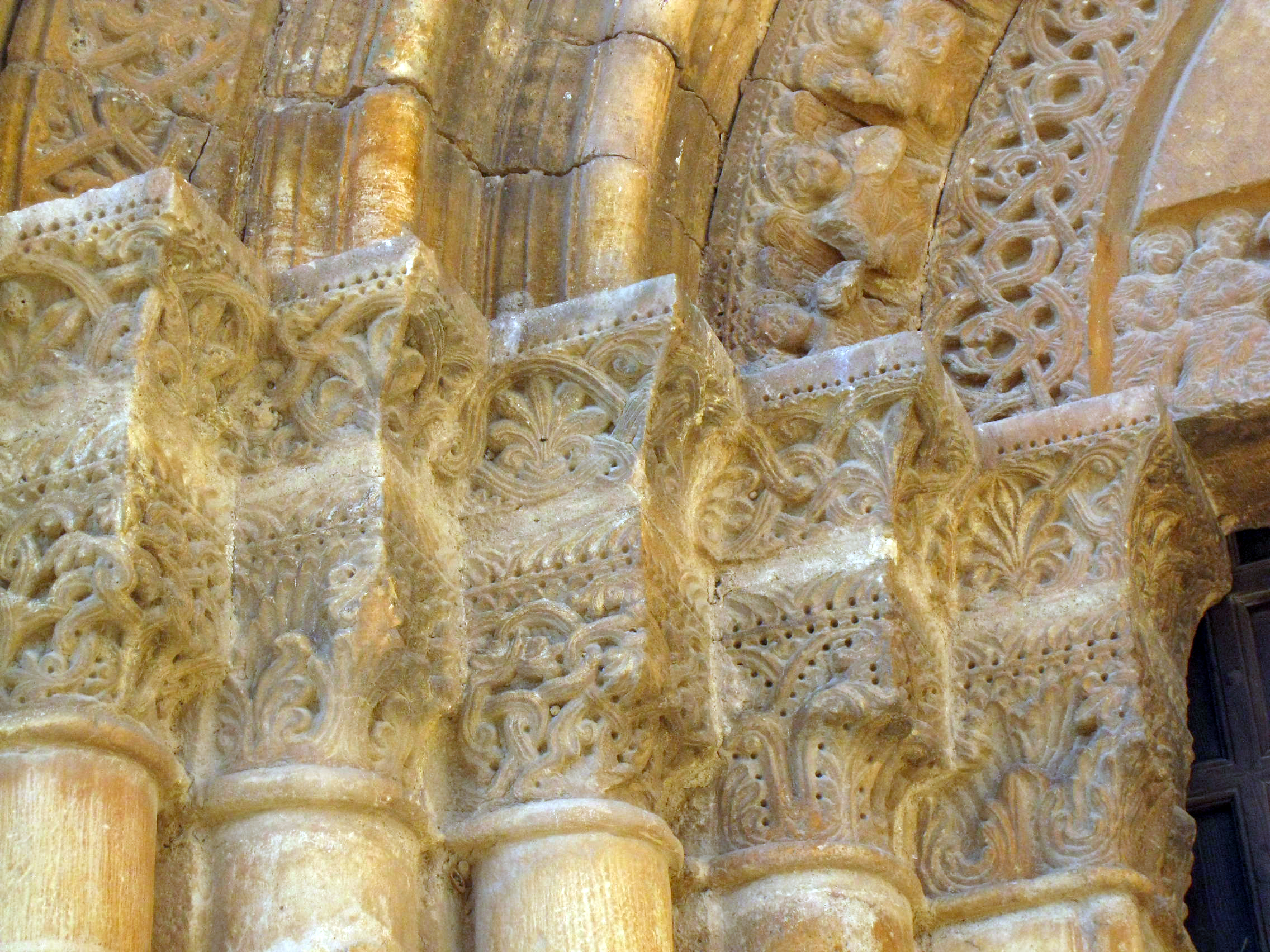
Detall capitells portalada de l'església de Sant Ramon del Pla de Santa Maria

Pel que fa als capitells aquests mostren una iconografia també basada en entrellaçats i fulles, amb excepció dels més exteriors, dedicats a Sant Pere i Sant Joan Baptista.

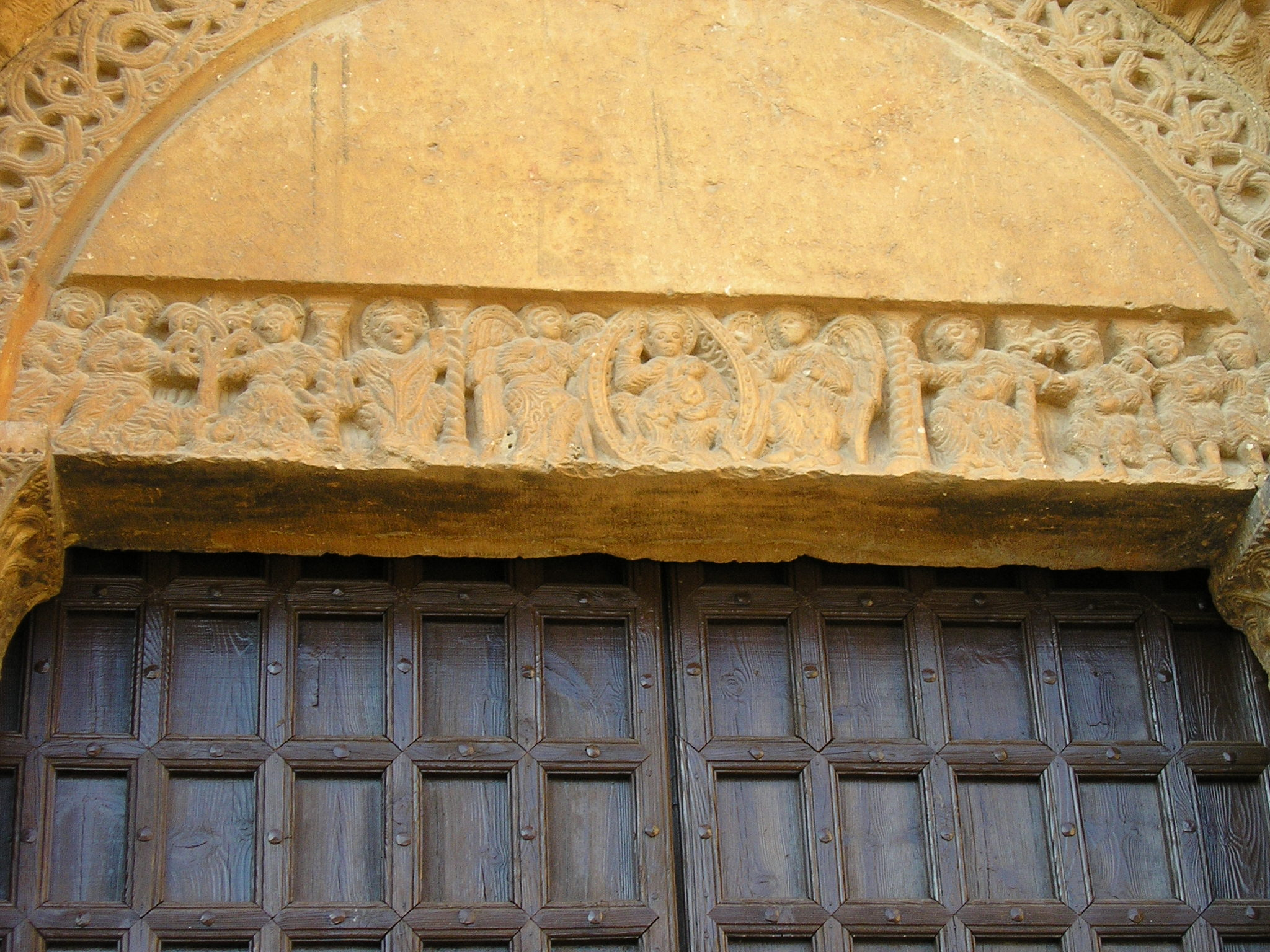
Detall del timpà de la portalada de l'església de Sant Ramon del Pla de Santa Maria

El timpà és esculpit a manera de falsa llinda i representa a la Verge i al Nen dins una màndorla.
La Verge porta una corona i amb la mà dreta sosté una flor que s'ha interpretat com un lli, mentre que el Nen Jesús porta un llibre a la mà esquerra, mentre que amb la dreta s'ajuda a aproximar-se al pit de la Verge a la boca, fet que converteix la imatge en una marededéu de la llet.
Flanquegen i subjecten la màndorla dos àngels que amb l'altra mà porten un llibre i un encenser.
Al costat de cada àngel trobem figures emmarcades per columnetes salomòniques, a la banda esquerra Sant Pere amb les claus i vestit pontifical, mentre que a la dreta es representa la figura d'un home que subjecta un bastó i un llibre i que s'inclina cap a la Verge i el Nen, i que s'ha interpretat com a Sant Josep.
Per acabar trobem la representació del grup de reis mags guiats per l'estrella a la banda dreta, i a l'esquerra el grup de la resurrecció.
Si havíem dit que pel que fa al plantejament arquitectònic Santa Maria del Pla pren com a model edificis cistercencs, sobretot el monestir de Santes Creus, pel que fa a la seva escultura, aquesta presenta una influència provinent dels tallers de la Catedral de Tarragona, sobretot pel que fa a la imitació de temes iconogràfics, ja que la tècnica del treball de la pedra és menys acurada i virtuosa.
Actualment es creu que l'obra no és fruit d'un sol artista, sinó de diversos, ja que hi ha diversitat de tècniques i estils en el conjunt del treball escultòric.

## Església nova (barroca)
La nova església, data de 1773 i es consagra el 1790, va ser bastida en honor de Santa Maria i és un exemple de l'estil barroc tardà.
Presenta una planta de tipus basilical: consta de tres naus amb un transsepte coronat per una gran cúpula. La nau central està coberta per una volta de canó amb llunetes sostingudes pels pilars, mentre que les naus laterals la volta és d'aresta.
Situada a la façana principal hi trobem la porta, amb columnes corínties a banda i banda i decorada amb una rica ornamentació barroca i rococó.
Tot i que va ser el 1790 l'any que es van acabar les obres i es va consagrar l'altar major, l'edifici resta inacabat pel que fa al segon campanar de planta quadrada i torrassa octogonal atès a les guerres del segle xix.

## Nova advocació

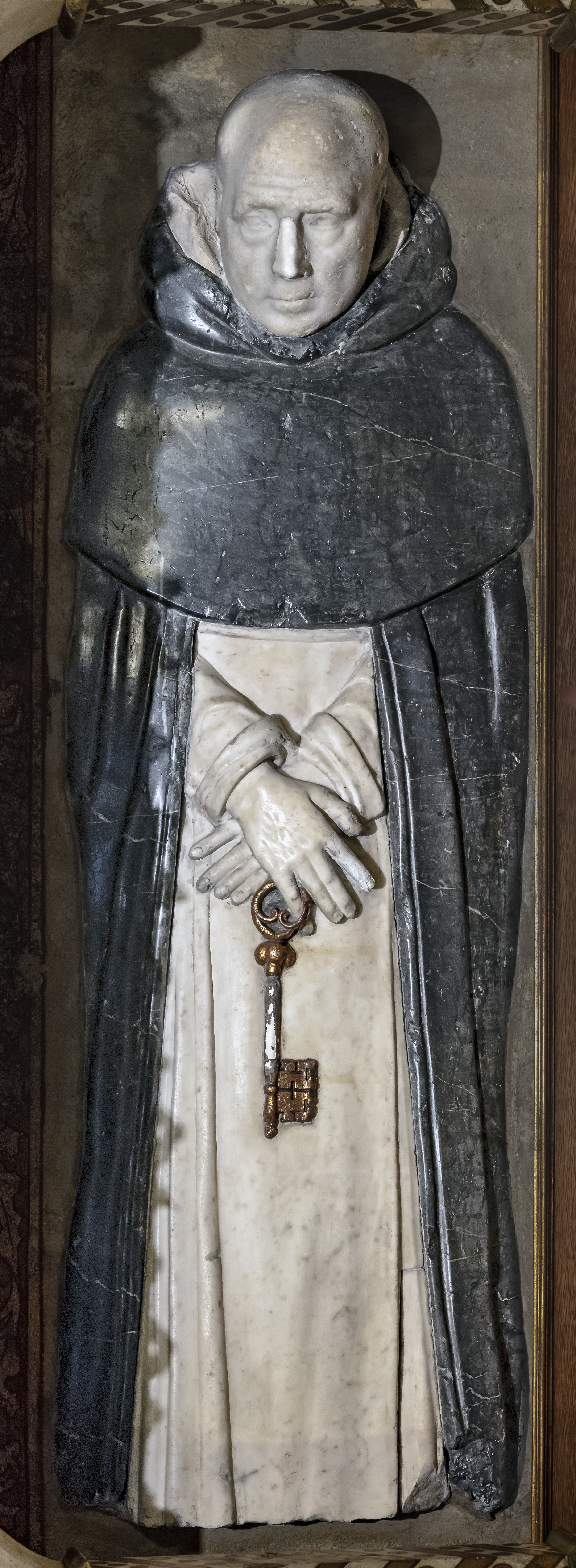
Tomba de Sant Ramon de Penyafort, Catedral de Barcelona

L'any 1858 es du a terme l'eixamplament del cementiri, que es beneeix l'1 d'agost del mateix any. Per aquest motiu s'arregla l'església vella, que havia estat abandonada durant cinquanta anys.
El dia 7 de gener, festa de Sant Ramon de Penyafort s'hi va tornar a cantar l'ofici, motiu pel qual es canvia l'adscripció de l'església al sant.

## Segles XIX i XX
- 1859 i 1860: trasllat dels altars i retaules vells a l'església romànica
- 1882: arranjament de les columnetes de la portalada perquè en mancaven moltes.
- 1885- 1958: període en què la casa annexa construïda a l'església, antiga rectoria actualment desapareguda, serví de casa conventual i d'escola de les Germanes Dominiques.
- 1891: S'instal·la una nova campaneta a càrrec de Salvador Balcells, ja que l'anterior havia estat robada durant el saqueig de l'església nova on també es va prendre la relíquia de Sant Ramon.
- Inicis segle XX: trasllat del cementiri situat davant del recinte i reestructuració d'aquest terreny en forma de placeta.
- 1936-1939: durant la Guerra Civil es va cremar i destruir gran part de l'església romànica, sobretot de retaules, així com l'edifici fou emprat com a taller i garatge de l'exèrcit.
- 13 abril 1951: es declara l'edifici monument històric artístic nacional després d'examinar els informes de la Real Academia de Bellas Artes de San Fernando i de la Comísaria General del servicio de Defensa del Patrimonio Artístico Nacional, a proposta del Ministerio de Educación Nacional.
- 1953: la vila canvia el nom de Pla de Cabra pel de Pla de Santa Maria.
- 1954: s'aprova el projecte de les obres de restauració de l'església romànica. Les vrigades del patrimoni artístic nacional arreglen les parts més castigades per la guerra; principalment la teulada.
- 1977: la delegació de Tarragona del Col·legi d'Arquitectes elabora un informe de denúncia sobre l'estat de conservació de l'església romànica.
- 1979: el Ministerio de Cultura ca concedir tres milions per a la restauració d'aquesta, però les obres no s'arriben a realitzar mai.
- 1983: L'arquitecte Jordi Sardà i Ferran dissenya un projecte de restauració aprovat per la DOGC.
- 1985: s'inicien les obres de restauració i es du a terme una reconstrucció seguint les pautes de l'arquitecte Jordi Sardà, sota la Direcció General del Patrimoni Artístic de la Generalitat de Catalunya.
- 19 de setembre de 1987: s'inauguren les obres de l'església romànica. Tot i que el Departament de Cultura de la Generalitat de Catalunya i la Diputació de Tarragona havien costejat la restauració i conservació del monument historicoartístic, l'església resta sota la propietat de l'Arquebisbat de Tarragona.
- 1988:la parròquia adquireix un orgue neogòtic de 1876 construït pels germans Louis i Florian Gheude a Nivelles (província del Brabant, Bèlgica).[11]

## Actualitat
Actualment l'església és oberta al culte cada segon diumenge del mes i es pot visitar tots els dies de l'any.
Tot i així també hi tenen llocs altres esdeveniments comunitaris com concerts de cant coral i d'orgue.
Pel seu emplaçament és un dels edificis recomanats de pas de la Ruta del Cister, conjuntament amb els grans monestirs cistercencs de Santes Creus, Poblet i Vallbona de les Monges.

## Llegenda
La llegenda popular diu que va ser sant Ramon de Penyafort, després d'haver exhortat el rei Jaume I i d'haver-lo fet penedir, qui va arrencar-li la promesa que, avançant les tropes, al primer lloc on veurien el mar edificarien un temple, de tal manera que venint del cantó de Santa Coloma, el coll de Cabra és el primer lloc on es veu el mar.
La història respon a les necessitats explicatives d'una comunitat i no és històricament versemblant, ja que sant Ramon va néixer posteriorment a la data de la construcció del recinte (al voltant de 1185).